# Histoire de Tbilissi
L'histoire de Tbilissi, en tant que capitale de la Géorgie, remonte au Ve siècle. Durant ses 1 500 ans d'histoire, elle fut un centre culturel, politique et économique important de la région du Caucase. Si son nom en langue géorgienne fut toujours თბილისი, son nom dans toutes les langues étrangères fut Tiflis jusqu'en 1935, année à partir de laquelle — par la volonté de Staline — elle prit dans toutes les langues son nom géorgien[réf. souhaitée]. Située sur les plus grandes routes de commerce, la ville fut occupée au moins vingt fois par des ennemis extérieurs. Depuis 1991, et le rétablissement de l'indépendance de la Géorgie, Tbilissi est à nouveau la capitale d'un État.

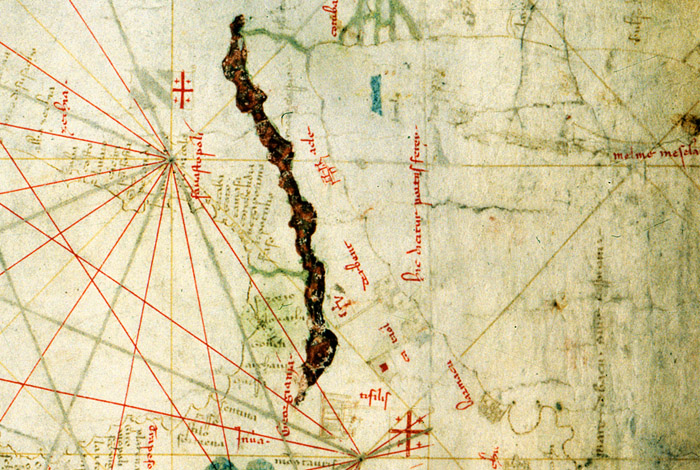
Detail de carte nautique d'Angelino Dulcert, montrant la côte géorgienne de la Mer Noire et Tiflis, vers 1339.

## Préhistoire
La région semble avoir été habitée depuis environ 8 000 ans.
Les études archéologiques de la région ont révélé que le territoire de Tbilissi a été occupé par des êtres humains au plus tôt au IVe millénaire avant notre ère.

## Premiers siècles

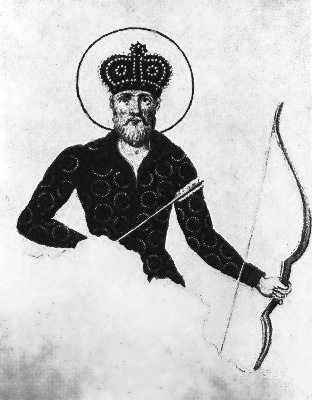
Vakhtang Ier Gorgassal est considéré comme le fondateur de Tiflis.

Selon la légende, rapportée par les Chroniques géorgiennes, le territoire de l'actuelle Tbilissi était, jadis, complètement recouvert par une forêt dans laquelle la Cour de Mtskheta allait parfois chasser, au plus tard jusqu'en 458. Selon la tradition, Vakhtang Ier Gorgassali, roi d'Ibérie, chassait au faucon dans cette contrée boisée (parfois, le faucon est remplacé dans la légende par un petit oiseau), quand celui-ci attrapa un faisan. Les deux oiseaux tombèrent dans une source d'eau chaude proche, et moururent. Le roi Vakhtang fut si étonné par la découverte de sources d'eau, qu'il décida de fonder une ville à cet endroit. Il nomma la ville Tpili, ce qui veut dire chaud en géorgien. Ainsi, Tpili, ou Tbilissi (endroit chaud), reçut son nom à cause de ses nombreuses sources d'eau chaude.
La source la plus ancienne mentionnant ce lieu date de la seconde moitié du IVe siècle, sous le règne de Varaz-Bakour Ier, quand celui-ci fit construire une forteresse dans la dite forêt. Vers la fin du même siècle, la forteresse tomba dans les mains des Perses, avant de revenir dans les mains des Géorgiens sous le règne de Vakhtang Ier. Ce dernier ne serait donc pas le fondateur de Tbilissi, mais seulement l'auteur de l'agrandissement de la forteresse pour en faire une ville. Les territoires que le roi fit construire semblent recouper l'actuelle ancienne Tbilissi.
Le roi Vatché II d'Ibérie (roi de 522 à 534), fils et successeur de Vakhtang Gorgassali, déplace la capitale de son royaume de Mtskheta à Tiflis, selon la volonté de son père. Sous son règne, le roi Vatché II termine également la construction de la forteresse entourant la ville, et établit ainsi les premières limites de Tiflis. La nouvelle capitale devient bientôt une ville importante dans la région, au vu de sa position stratégique et favorable, au carrefour des chemins des marchands de l'occident et de l'orient.

## Domination étrangère (arabe, perse, turque)
La position géographique de Tiflis n'est pas favorable au royaume d'Ibérie. Située stratégiquement au cœur du Caucase, entre l'Europe et l'Asie, elle devient le principal objet de rivalités entre les différentes puissances voisines telles que l'Empire byzantin, la Perse, l'Arabie et la Turquie seldjoukide. Le développement culturel de la ville dépend ainsi des différents empires qui la dominent du VIe au Xe siècle. Toutefois, Tiflis, comme le reste de la Géorgie orientale, réussit à préserver une autonomie notable vis-à-vis de ses conquérants.
À partir de 570/580, les Perses prennent Tiflis et y règnent pour environ une décennie. En 627, elle est prise et saccagée par les armées byzantines et khazares. Vers 737, les Arabes entrent dans la ville sous le commandement de Marwan al-J`adîy al-Himâr et établissent un émirat dans la région avec pour capitale Tiflis, l'Émirat de Tiflis (736-1122). En 764, la ville est à nouveau prise par les Khazars mais reste sous domination arabe. En 853, les armées du général arabe Boughba le Turc envahissent Tiflis dans le but d'établir une domination abbasside dans le Caucase. La domination arabe sur Tiflis continue ainsi jusque dans les années 1050, les Géorgiens y résidant ne pouvant se révolter. En 1068, la ville est encore une fois saccagée, cette fois par les Seldjoukides sous le sultan Alp Arslan.

## Âge d'Or

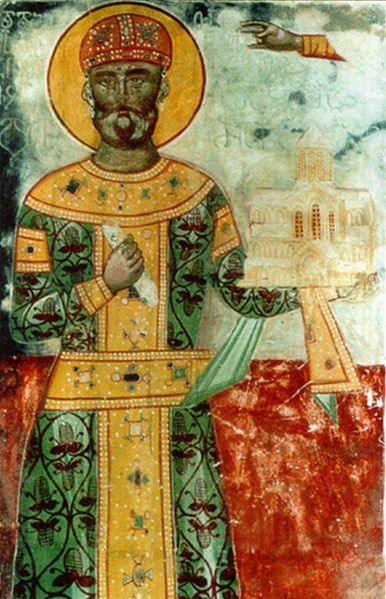
David IV le Reconstructeur fit de Tiflis sa capitale dès 1122.

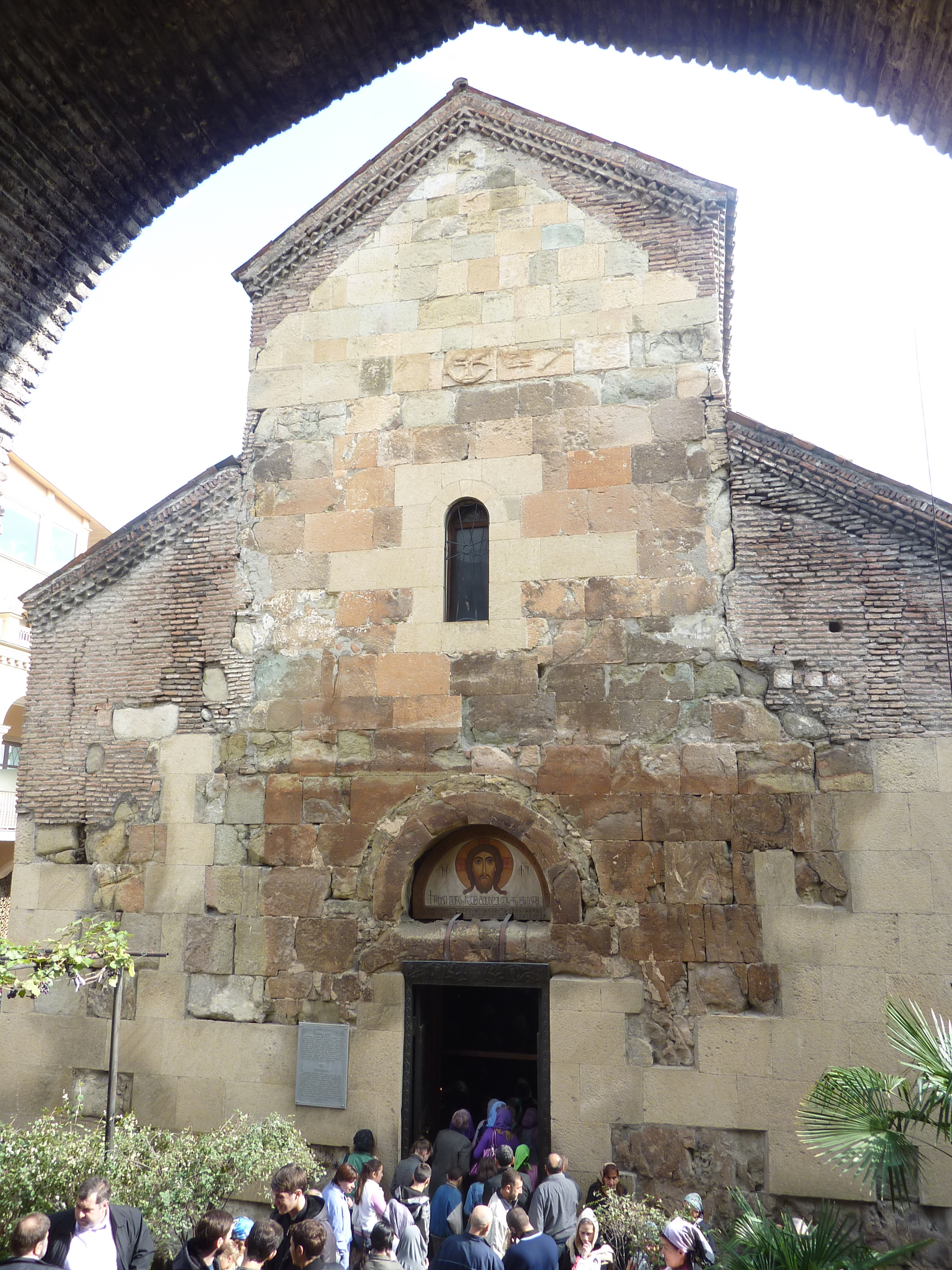
L'église d'Antchistaki, la plus ancienne de la ville (VIe siècle)

En 1122, après de violents combats contre les Turcs seldjoukides qui affrontent au moins 60 000 Géorgiens et 300 000 Turcs, les troupes du roi de Géorgie David IV le Reconstructeur entrent dans Tiflis. À la fin des affrontements contre les musulmans dans la région, le roi déplace sa capitale de Koutaïssi (en Géorgie occidentale) à Tiflis, ce qui marque le début du rôle de cette ville en tant que symbole de l'unification géorgienne. À partir du XIIe siècle, Tiflis devient donc une ville dans laquelle le pouvoir dominant de la région peut profiter d'une bonne situation économique (avec un commerce développé et des travaux qualifiés), et d'une structure sociale bien établie. À la fin du siècle, la ville s'agrandit et sa population atteint 80 000 habitants[réf. nécessaire]. La ville devient également un centre culturel et littéraire important, non seulement pour les Géorgiens eux-mêmes, mais également pour nombre d'auteurs européens ou vivant au Proche-Orient. Sous le règne de la reine Tamar, le poète Chota Roustaveli travaille à Tiflis et y écrit son poème épique légendaire, Le Chevalier à la peau de panthère. Cette période est connue aujourd'hui sous le nom d' Âge d'Or géorgien, ou encore de « Renaissance géorgienne ».

## Domination mongole et chaos
Toutefois, l'Âge d'Or de Tiflis dure juste un siècle. Un hymne assyrien célèbre le sac de Tbilissi de 1226. En 1236, après avoir souffert de défaites écrasantes face aux Mongols, la Géorgie est soumise à Gengis Khan. La nation elle-même se préserve, garde une forme de semi-indépendance et ne perd guère son gouvernement. Tiflis est par contre fortement influencée par les Mongols pendant au moins un siècle, aussi bien politiquement que culturellement. Dans les années 1320, les Mongols sont repoussés hors de Géorgie et Tiflis redevient la capitale d'une Géorgie indépendante, une nouvelle fois. Mais affaiblie par les événements précédents, la ville est en plus victime de calamités, dont la Grande Peste, en 1366.

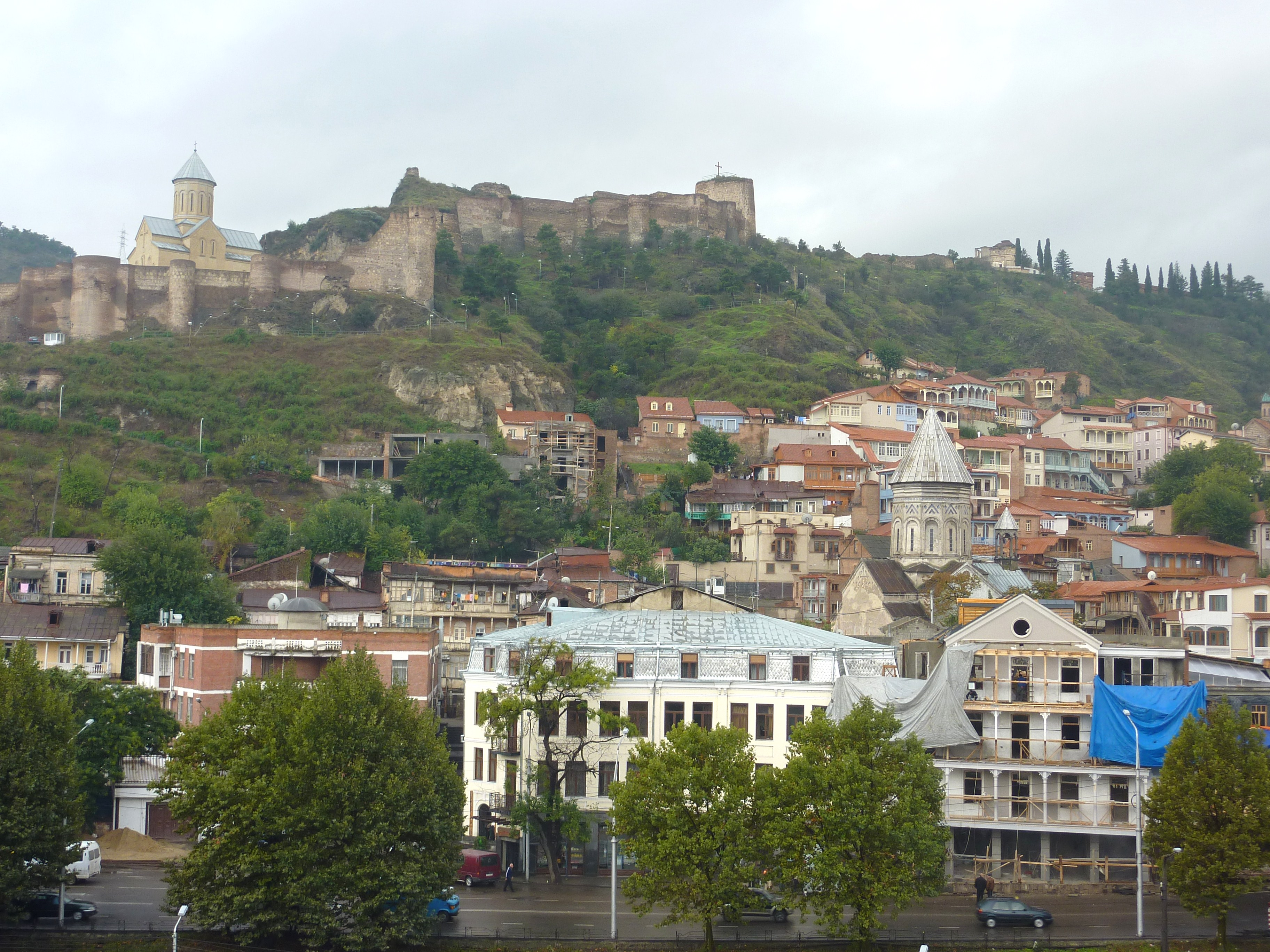
La vieille ville et la forteresse de Narikala

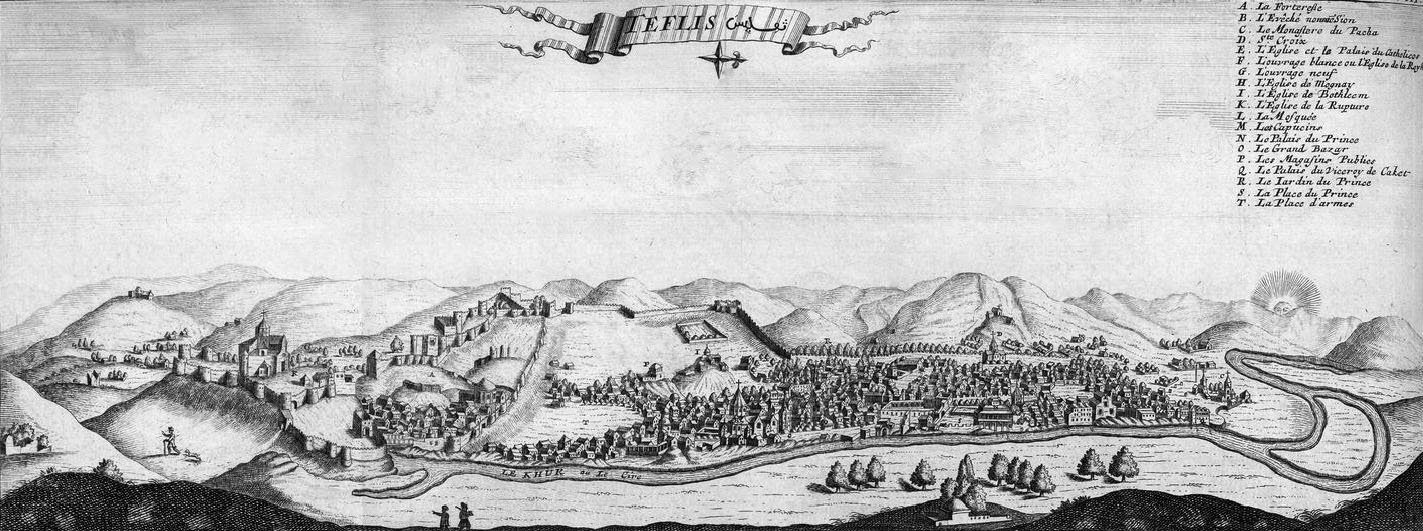
Vue de Tiflis en 1671, par le voyageur français Jean Chardin.

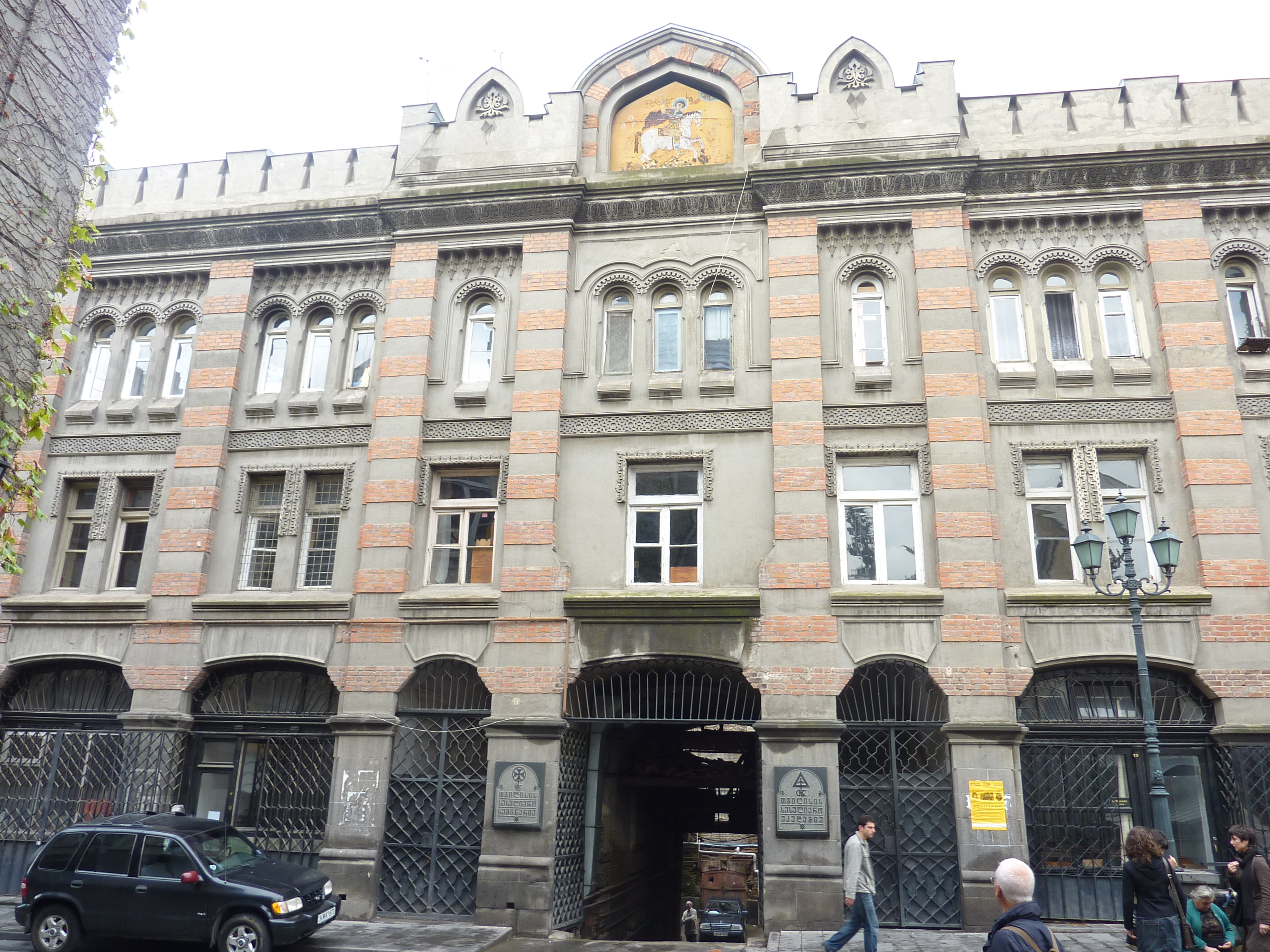
Façade de l'ancien caravansérail Téklés Karvasla

De la seconde moitié du XIVe siècle jusqu'à la fin du XVIIIe siècle, Tiflis est à nouveau la cible de plusieurs envahisseurs et est complètement brûlée plusieurs fois. En 1386, Tiflis est envahie par les armées de Tamerlan (Timour Lang). En 1444, la ville est prise et détruite par Jahan Shah (chef des Turkmènes Qara Qoyunlu). Puis entre 1477 et 1478, Tiflis est agrégée à l'empire d'Uzun Hasan, l'ennemi du précédent envahisseur et chef des Aq Qoyunlu.
Entre 1490 et 1810, c'est la période de la division du royaume de Géorgie.
En 1522, les Perses prennent la ville, qui est libérée deux ans plus tard par le roi David X de Karthli. Durant cette période, certains quartiers de Tiflis sont reconstruits, mais dès le XVIIe siècle, elle redevient le théâtre d'invasions terribles pour le pays. Cette fois, Tiflis est plus l'objet de conflit entre deux empires que la cible d'envahisseurs : Turcs ottomans et Perses séfévides s'affrontent pour le contrôle de la ville. Plus tard, le roi Héraclius II de Géorgie (Iraki II) tente à plusieurs reprises (mais sans succès) de libérer Tiflis de la domination perse, mais il en résulte l'incendie de l'ancienne capitale du Caucase, en 1795, par Agha Mohammad Shah. À ce moment, sentant que la Géorgie ne peut plus résister seule contre ses ennemis, et le roi décide de faire appel à la Russie.
Tiflis est longtemps restée une étape sur l'un des itinéraires de la route de la soie, d'où la présence de nombreux caravansérails dont certains subsistent encore : celui de Téklés Karvasla, reconstruit après avoir été détruit par les Perses en 1795, de style « européano-mauresque », durement touché par le tremblement de terre de 2002, a été réhabilité depuis.

## Domination russe

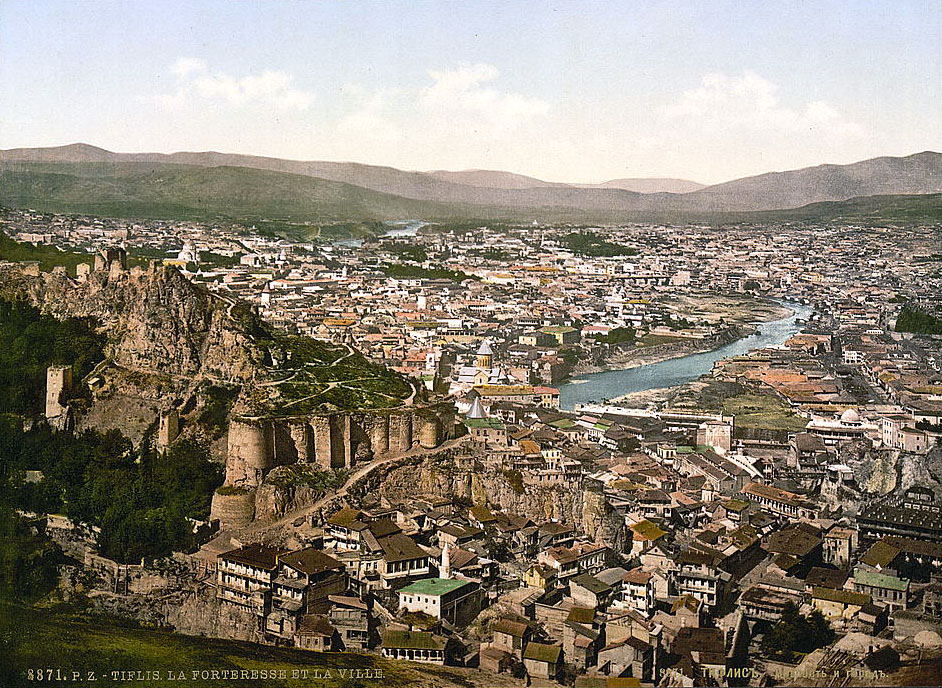
Vue de Tiflis dans les années 1890.

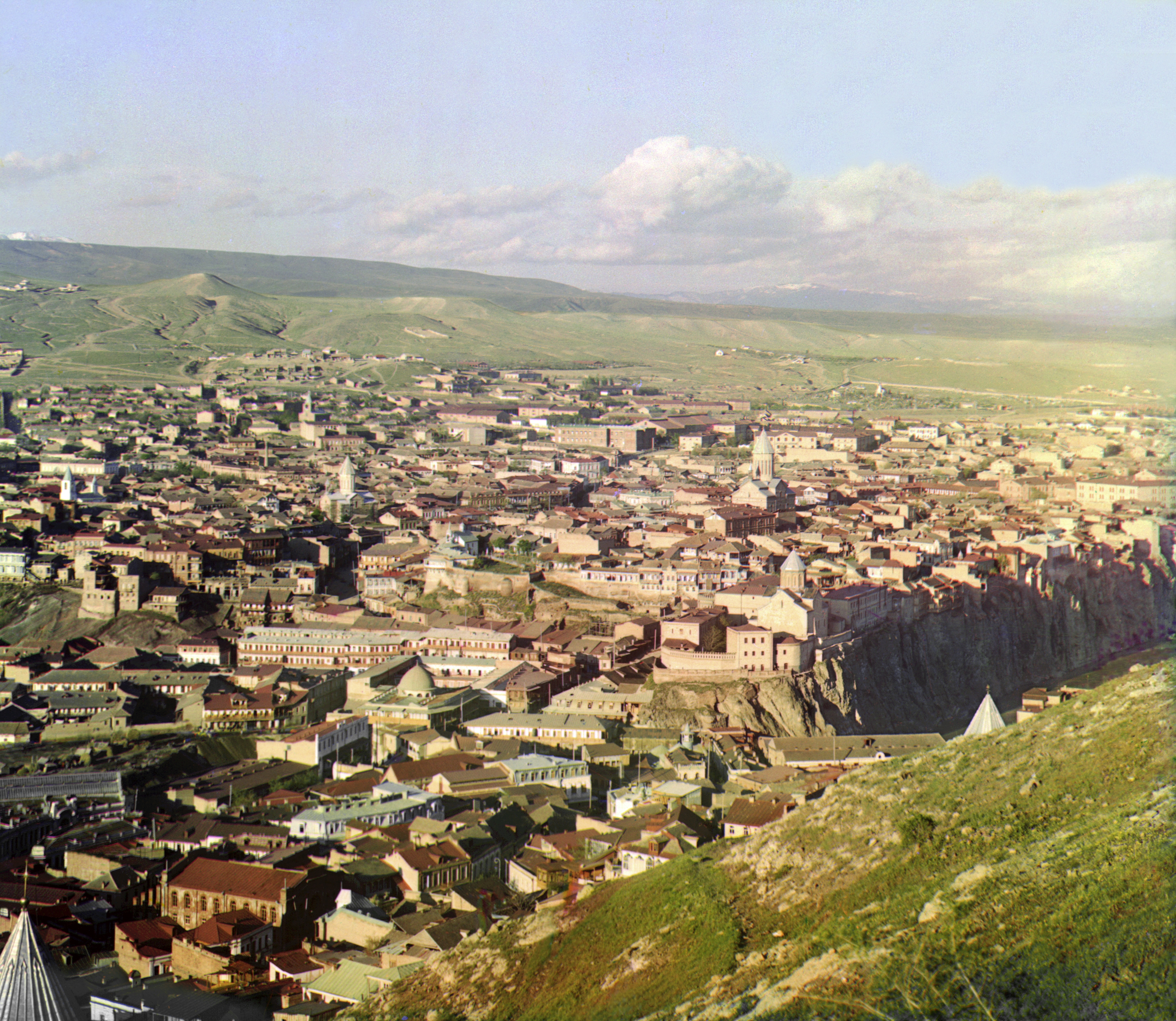
Tiflis vers 1910

En 1801, après que le royaume de Géorgie orientale Karthl-Kakhétie a été annexé par l'empire russe contrairement aux accords du traité de Gueorguievsk de 1783[réf. nécessaire], Tiflis devient le centre de la vice-royauté du Caucase. Dès le début du XIXe siècle, Tiflis commence à s'améliorer d'un point de vue économique et à se développer politiquement. De nouveaux bâtiments de style européen sont érigés dans la ville et de nouvelles routes sont construites pour relier la ville à d'autres villes importantes de Transcaucasie, telles que Batoumi, Poti, Bakou et Erevan. Dans les années 1850, Tiflis redevient le centre du renouveau de la vie culturelle caucasienne en général et géorgienne en particulier. Les poètes et auteurs Ilia Tchavtchavadzé, Akaki Tsereteli, Jacob Gogebachvili, Alexandre Griboïedov, secrétaire diplomatique du gouverneur général du Caucase, et d'autres s'établissent à Tiflis.
La ville devient l'objet de l'affection d'Alexandre Pouchkine, de Léon Tolstoï, de Mikhaïl Lermontov, de la famille impériale et de bien d'autres. La famille impériale établit même sa résidence transcaucasienne dans la rue Golvine (aujourd'hui l'avenue Roustaveli)[réf. nécessaire].
Au XIXe siècle, le rôle politique, culturel et économique de Tiflis avec ses diversités ethniques, religieuses et culturelles est important non seulement pour la Géorgie, mais également pour l'ensemble du Caucase. Ainsi, Tiflis prend un visage différent. On y construit des monuments qui lui donnent les attributs d'une ville cosmopolite, tandis que son folklore urbain, sa langue et également sa culture populaire dite Tbilisouri (littéralement, appartenant à Tbilissi) lui donnent un charme particulier.

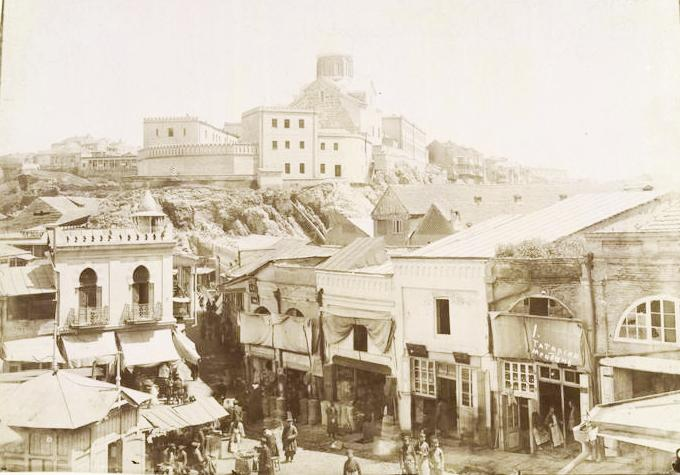
Le bazar Tatar vers 1870
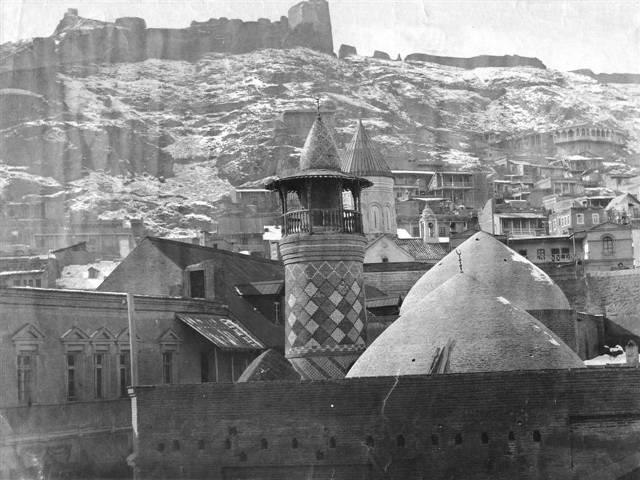
Mosquée à Tiflis vers 1900
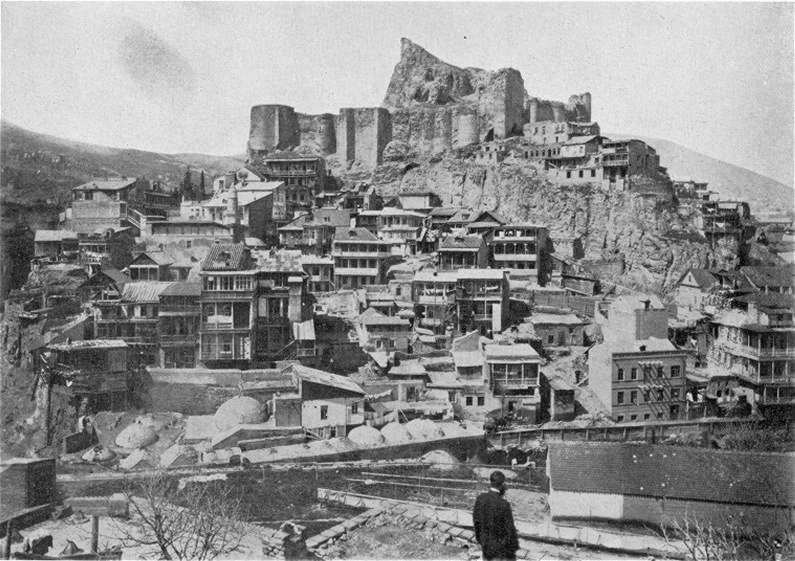
La forteresse de Narikala en 1911
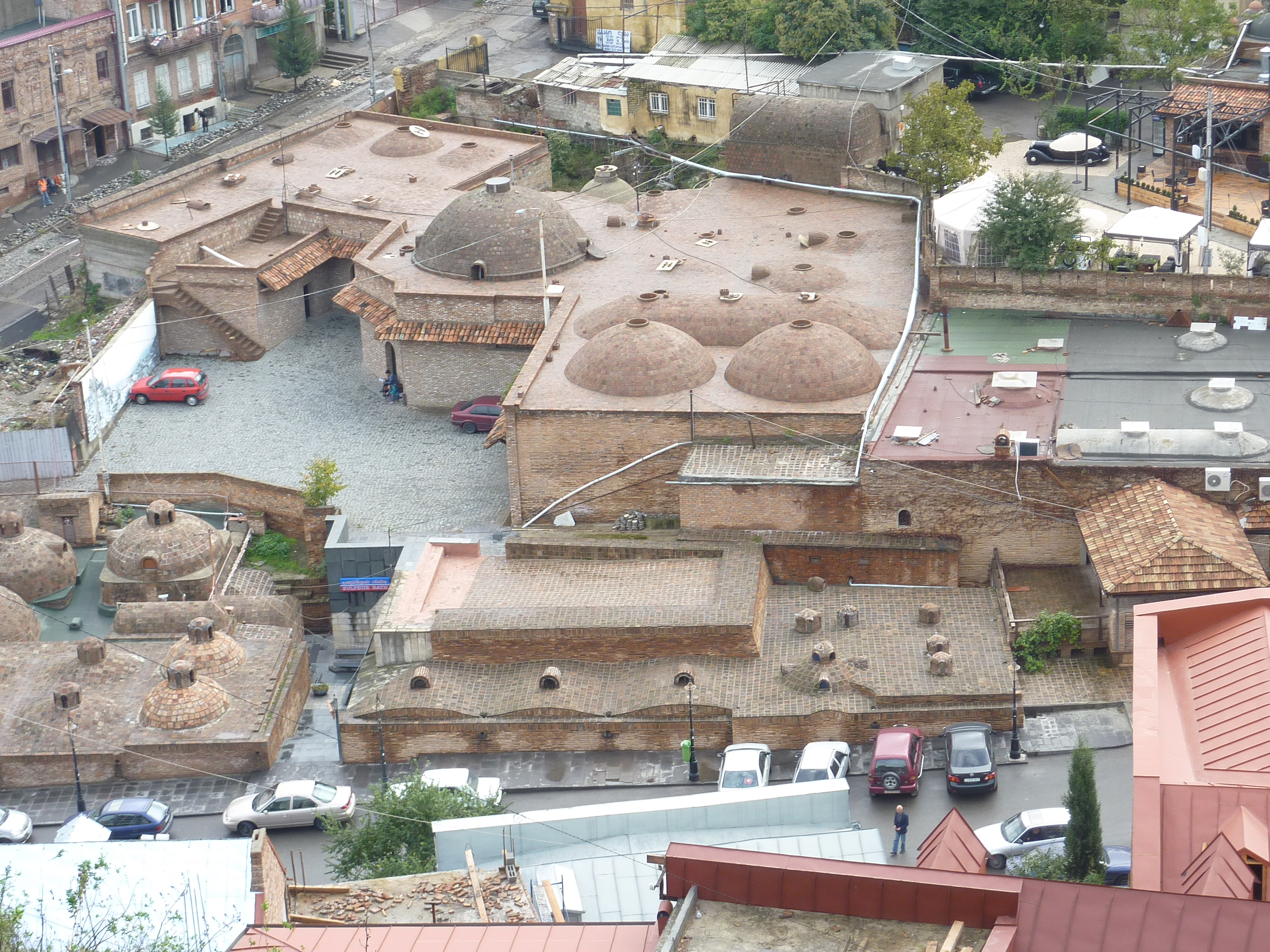
Toits des bains Orbeliani
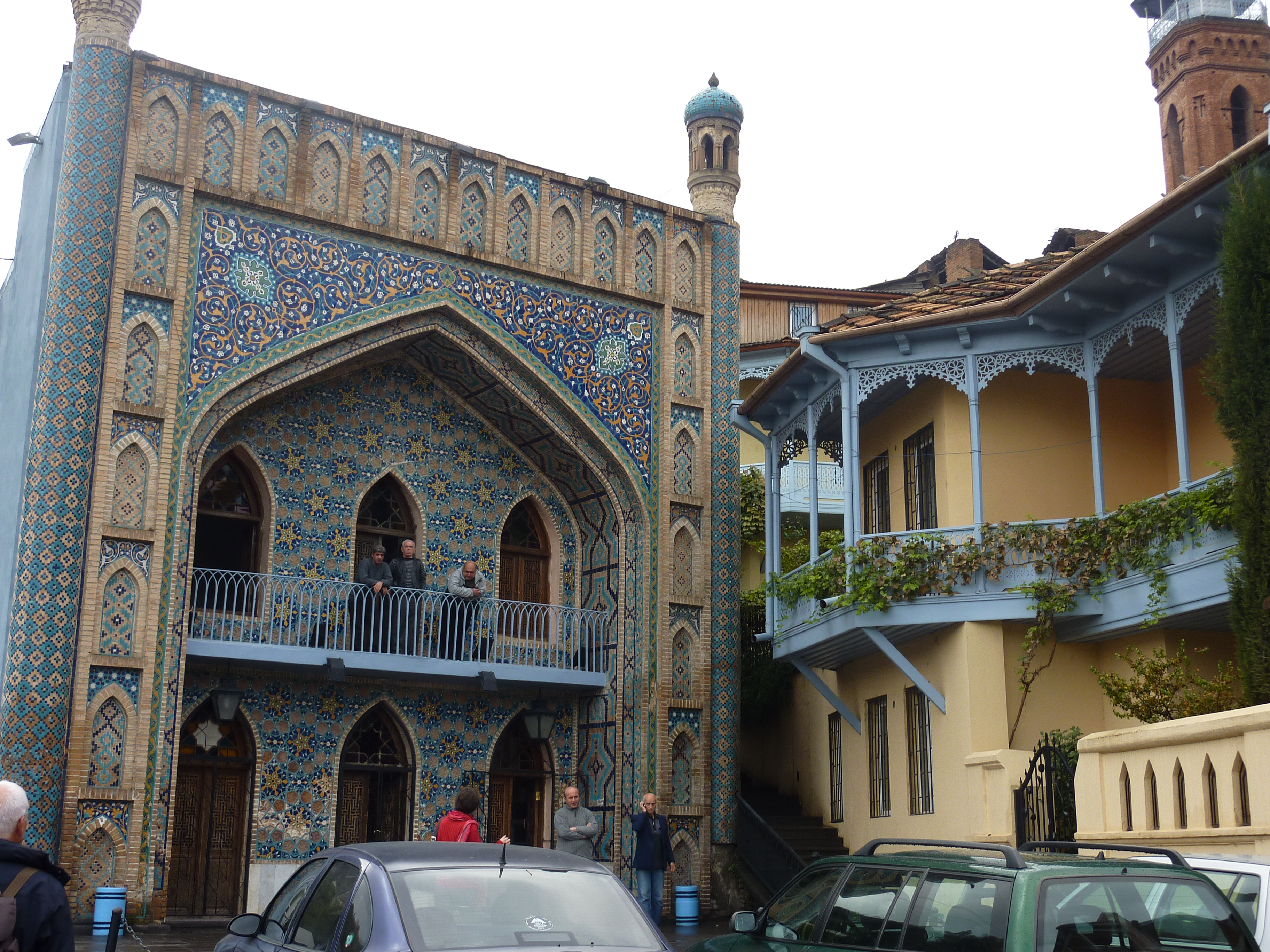
Bains Orbeliani et maison à balcon de bois
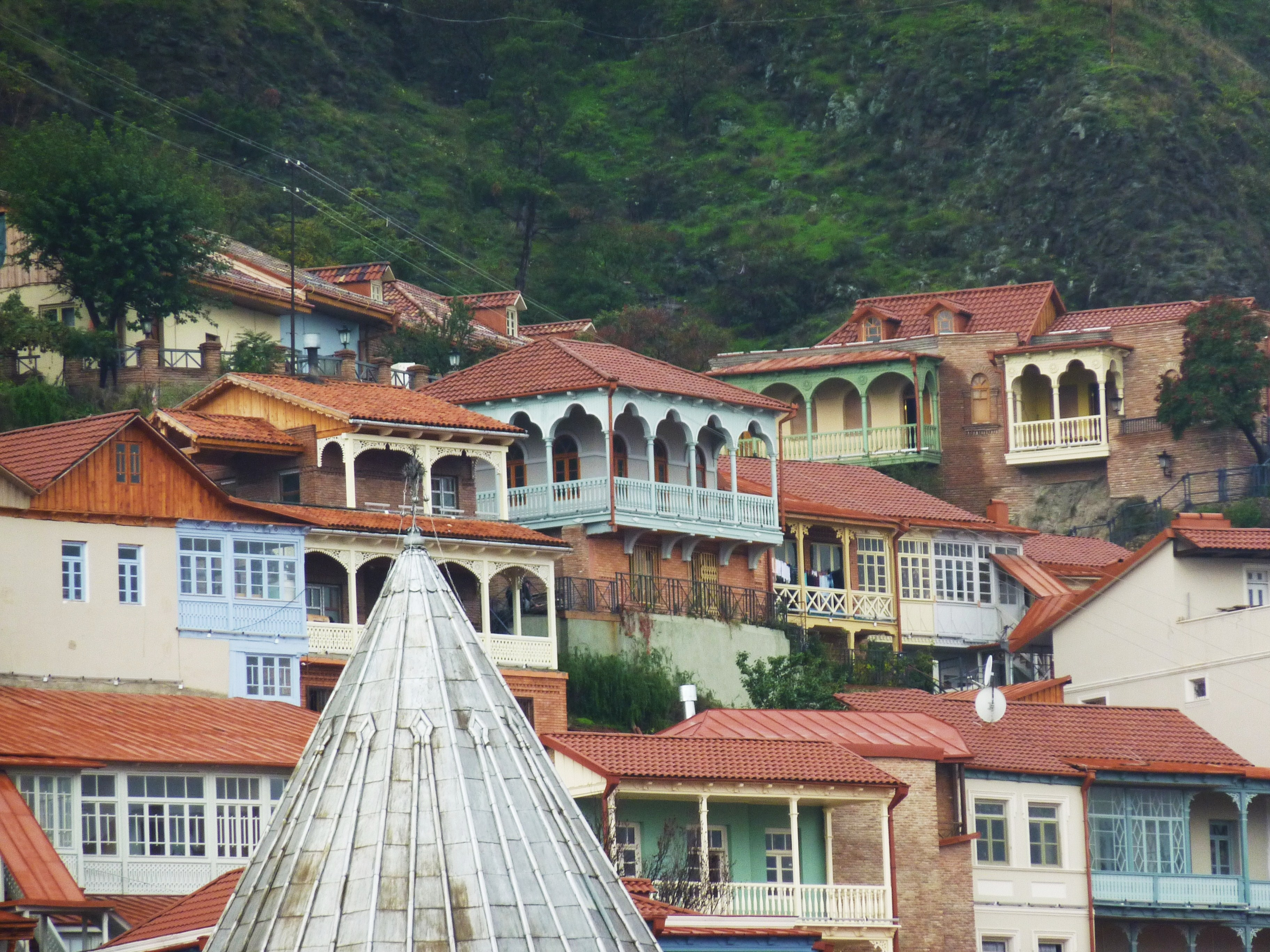
Maisons à balcons de bois de la vieille ville
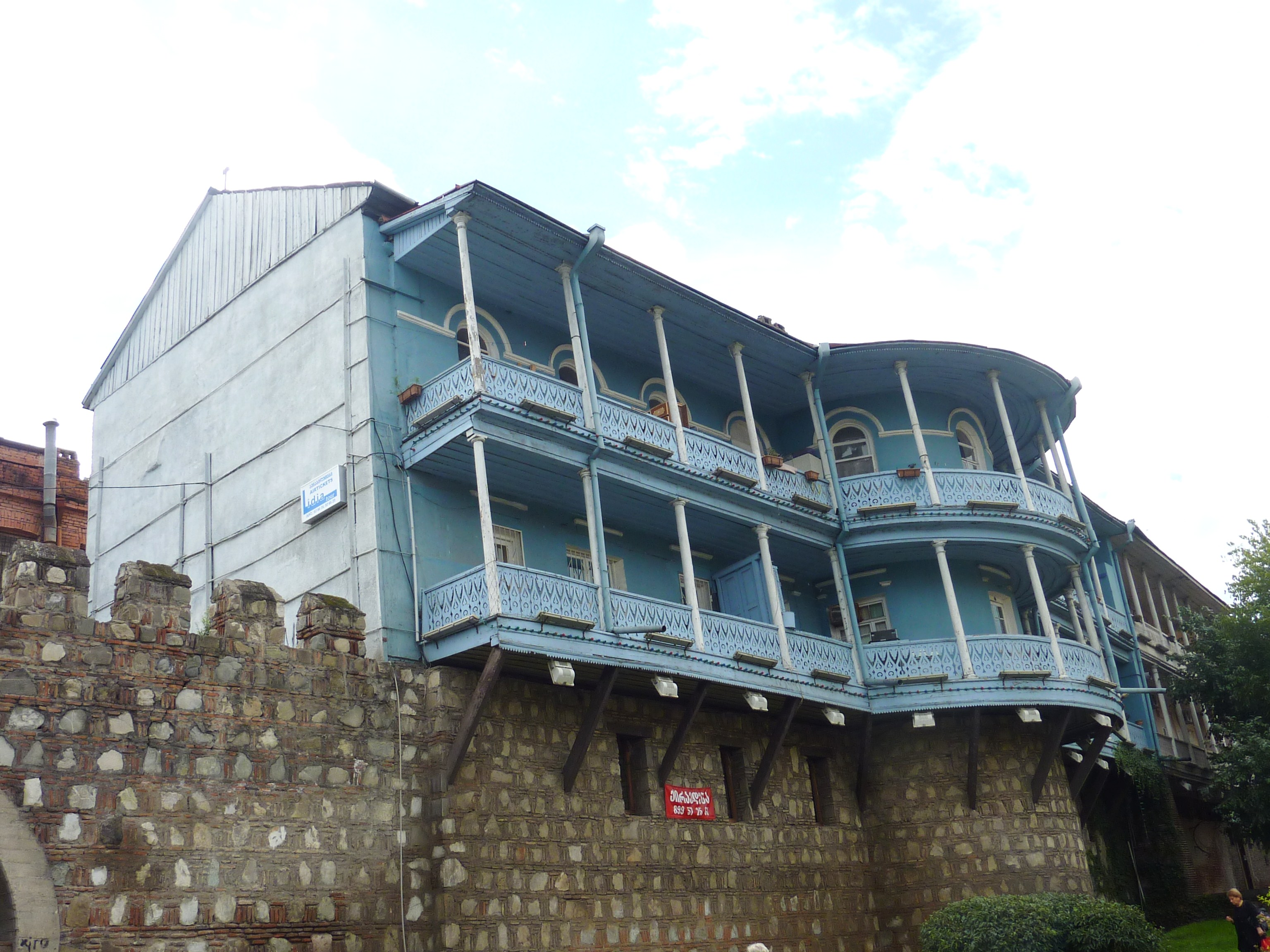
Maison à balcon de bois édifiée sur les remparts de la vieille ville

## Retour à l'indépendance (Irerépublique)
Après la révolution russe de 1917, Tiflis sert de capitale à la république démocratique fédérative de Transcaucasie (février à mai 1918) qui administre les territoires arménien, azerbaïdjanais et géorgien. Les trois nations transcaucasiennes (Géorgie, Arménie et Azerbaïdjan) déclarent leur indépendance à Tiflis les 26 et 28 mai 1918, qui devient la seule capitale de la république démocratique de Géorgie jusqu'au 25 février 1921. De juillet à novembre 1918  l'Empire allemand y établit un quartier général militaire. De décembre 1918 à décembre 1919, c'est au tour de la Grande-Bretagne) d'y détacher des troupes (l'essentiel des 30 000 soldats britannique sont déployés le long du chemin de fer -et de l'oléoduc- de Batoumi à Bakou.
En 1918, Tiflis devient la première ville universitaire du Caucase après la création de l'Université d'État, concrétisation d'un rêve de la société géorgienne que les gouverneurs généraux russes ou les vice-rois du Caucase n'avaient jamais permis de réaliser [réf. nécessaire]. Le 25 février 1921, la 11e armée de la Russie soviétique entre dans Tiflis après avoir vaincu l'armée nationale et la Garde populaire géorgiennes : le parlement et le gouvernement géorgiens rejoignent d'abord Koutaïssi, puis Batoumi (où ils tiennent leur dernière réunion sur le territoire national), puis s'embarquent pour Constantinople et Marseille. Ils s'exilent définitivement à Leuville-sur-Orge (Domaine géorgien de Leuville-sur-Orge) en 1922 dans une propriété achetée par le maire de Tiflis, Bénia Tchkhikvichvili.

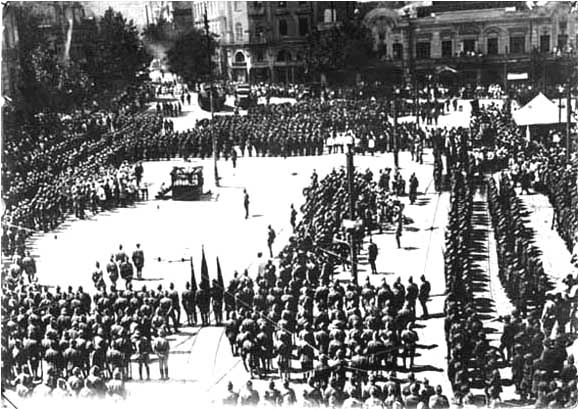
L'Armée rouge entrant dans Tbilissi, le 25 février 1921.

## Domination soviétique
Le pouvoir soviétique crée une république socialiste fédérative soviétique de Transcaucasie, avec pour capitale Tiflis. En 1936, la fédération est dissoute et Tbilissi — ainsi renommée en 1935 par la volonté de Staline — se retrouve sa place de capitale d'une république géorgienne, la république socialiste soviétique de Géorgie. Pendant la période soviétique, la population de la ville augmente fortement ; la ville s'industrialise et devient l'un des centres politiques, sociaux et culturels de l'Union soviétique , avec Moscou, Kiev et Léningrad. Après la mort de Staline en 1953, la déstalinisation, lancée par Nikita Khrouchtchev, crée deux mouvements contradictoires à Tbilissi, d'une part celui des Géorgiens attachés à la figure du Petit père des peuples, et d'autre part celui des Géorgiens épris d'une certaine autonomie par rapport à Moscou et qui donnera naissance plus tard à un mouvement de dissidence. En 1956, des manifestations anti-soviétiques éclatent à Tbilissi, empêchant la visite de l'ancien président de la République française, Vincent Auriol. La relative liberté d'esprit régnant à Tbilissi favorise de nouvelles manifestations, en 1978 pour la défense de la langue géorgienne et en 1989 lors de la tragédie du 9 avril qui conduit à 20 morts par gaz toxique.

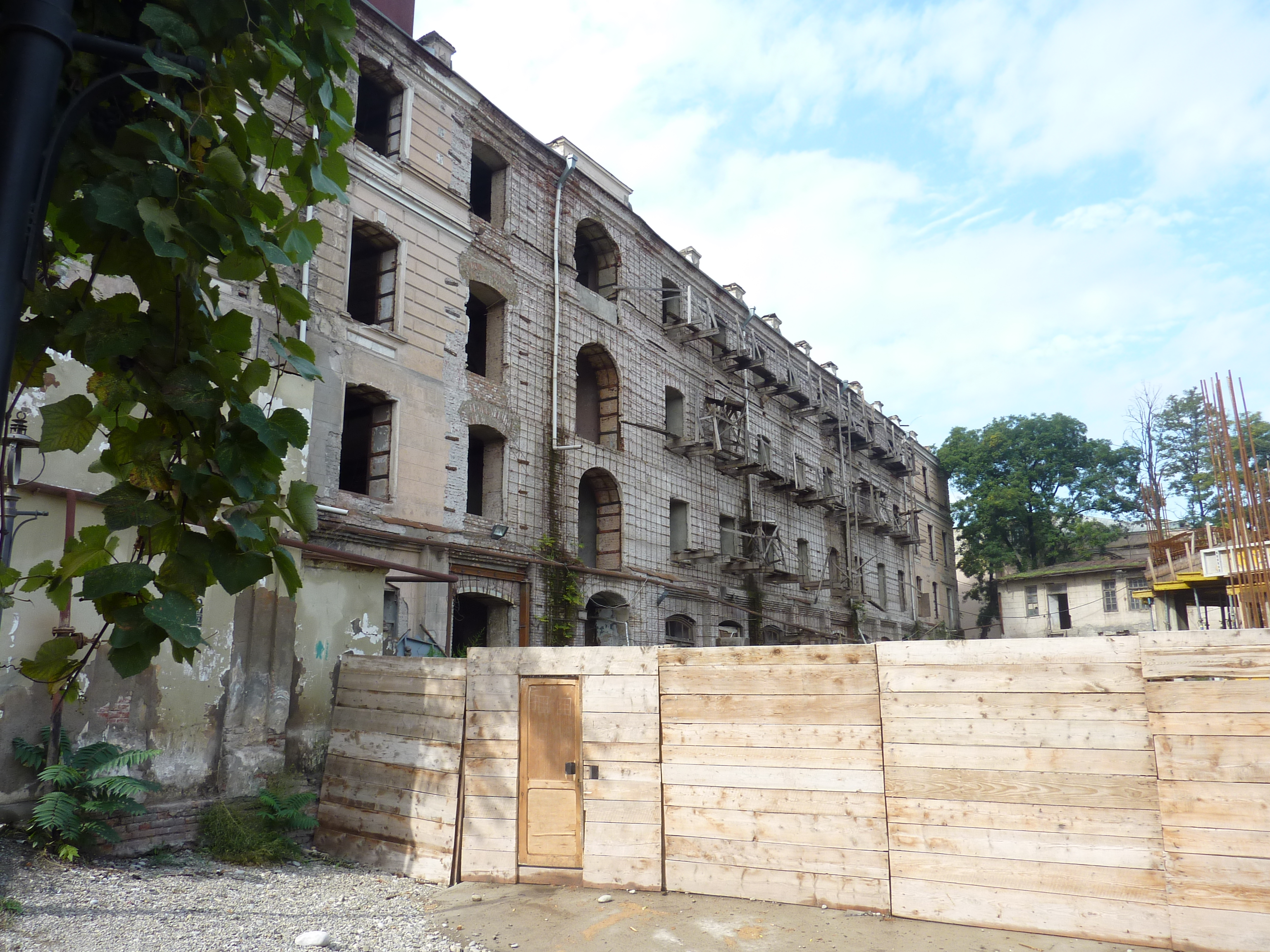
Ancien siège du KGB)
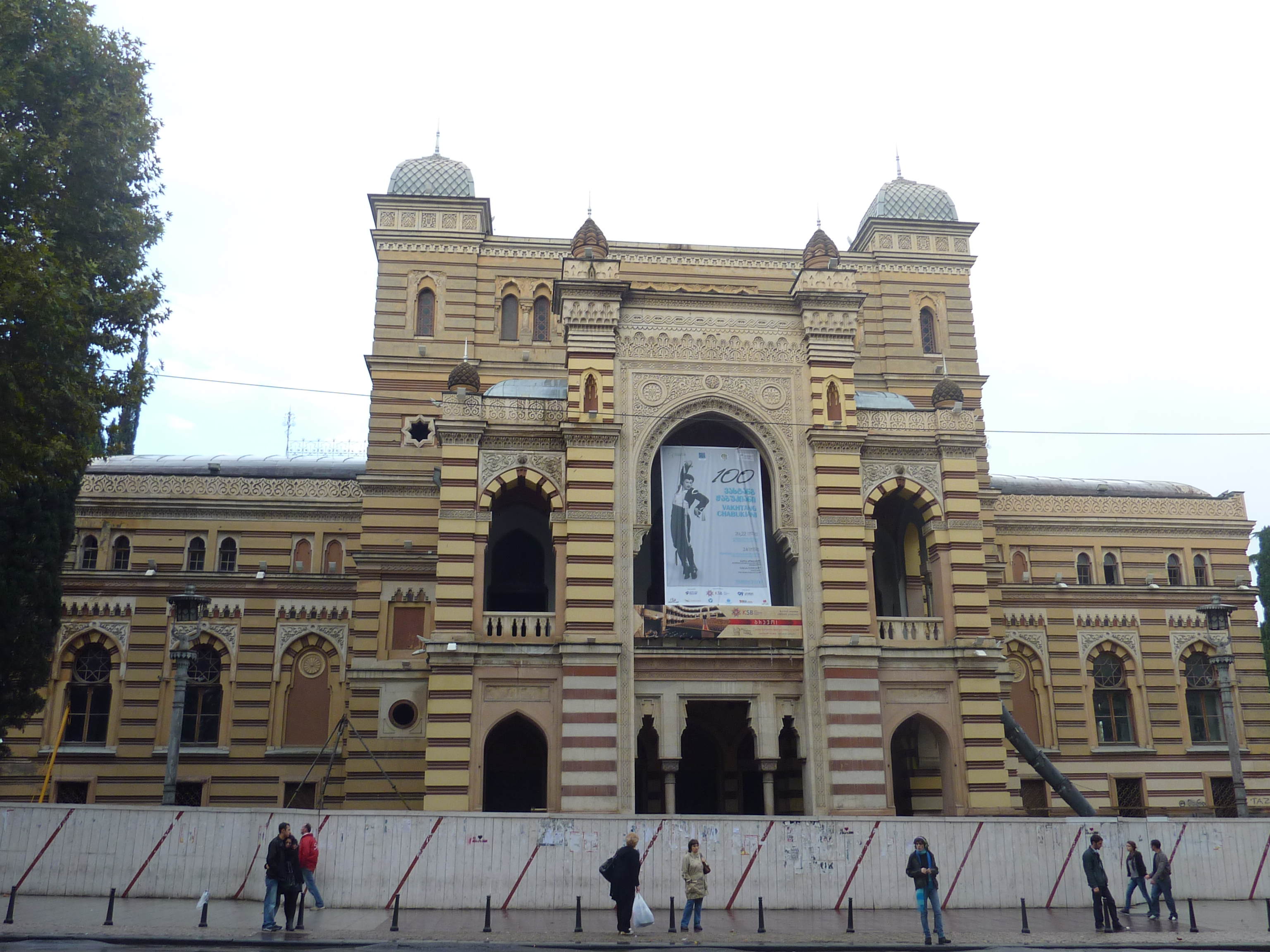
Opéra
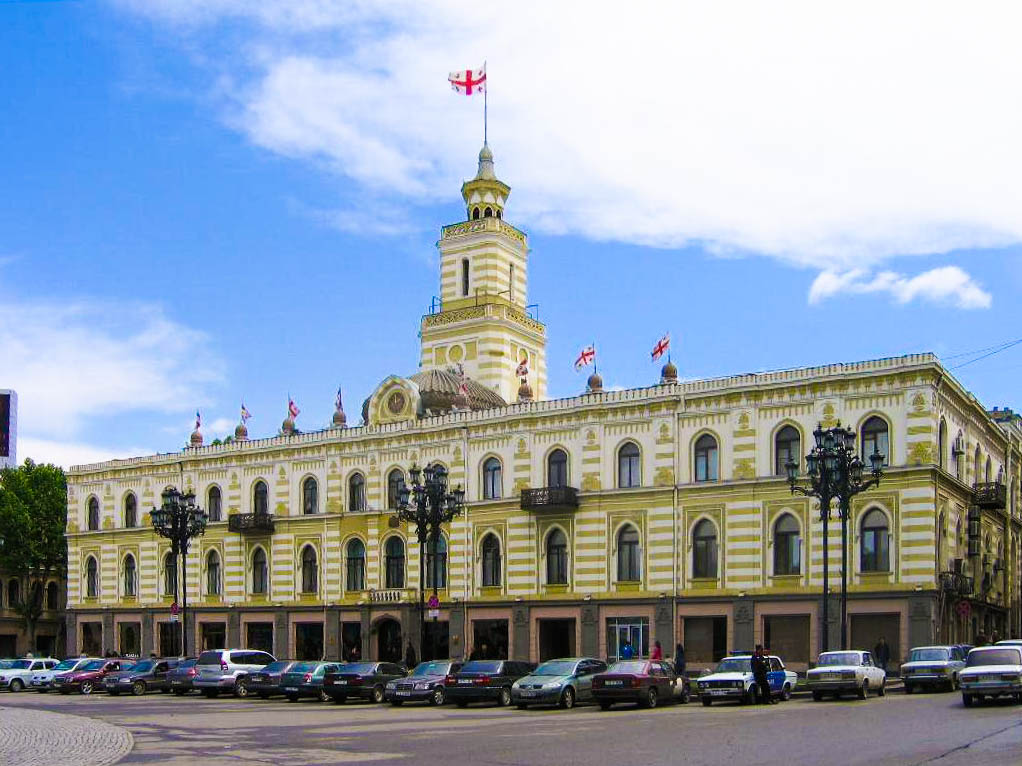
Conseil municipal

## Retour à l'indépendance

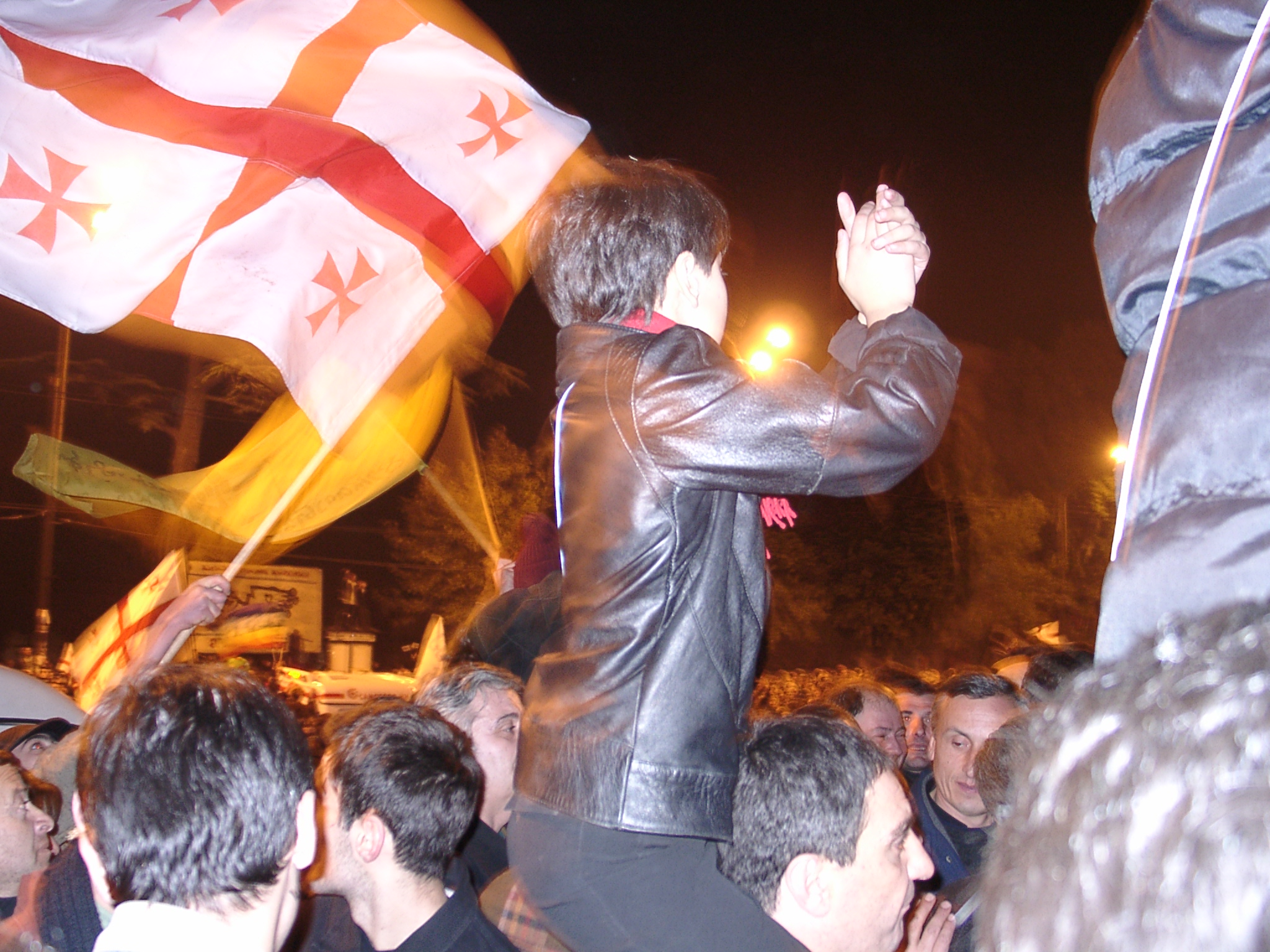
La révolution des Roses rassembla près de 100000 manifestants.

À la chute de l'Union soviétique, Tbilissi subit de graves périodes d'instabilité et de troubles, surtout pendant le gouvernement de Zviad Gamsakhourdia. Après une brève guerre civile dont la ville est le théâtre pendant deux semaines de décembre 1991 à janvier 1992 (guerre qui opposa les forces gouvernementales à celles de l'opposition), la capitale géorgienne est le théâtre de confrontations fréquentes entre différents clans dits de la mafia et des entrepreneurs d'affaires illégales[réf. nécessaire]. L'ère Chevardnadze (1993 - 2003) stabilise les combats armés, mais le crime et la corruption affectent les niveaux les plus élevés de la société de Tbilissi[réf. nécessaire] : chômage et appauvrissement gagnent tous les quartiers.

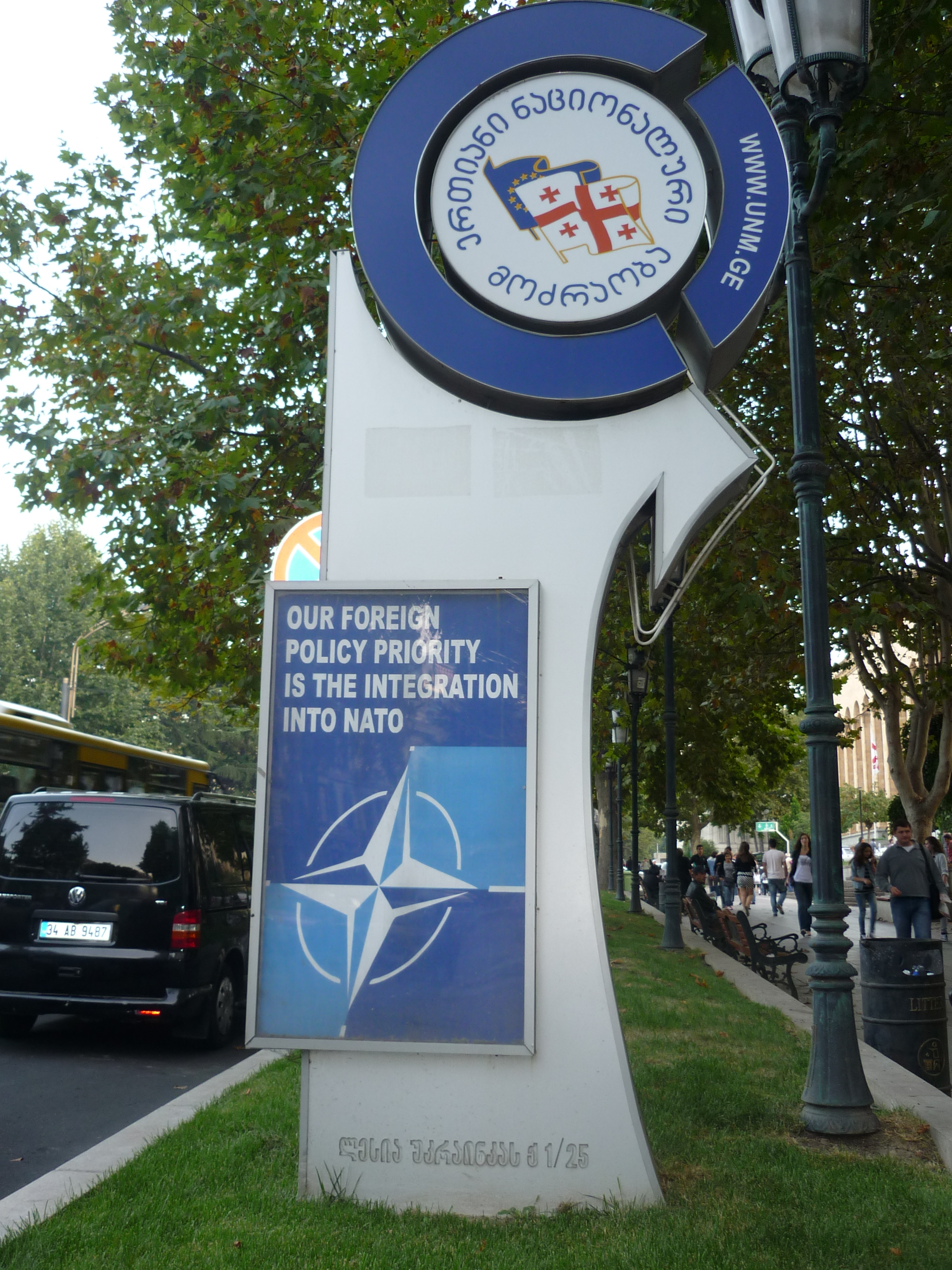
Symbole d'intégration dans l'OTAN, signe de la nouvelle politique du gouvernement issu de la révolution des Roses, avenue Roustaveli, devant l'ancien Parlement

La population de la capitale augmente pour deux raisons, d'une part par l'arrivée des personnes déplacées en provenance des républiques autoproclamées (plus de 200 000 pour l'Abkhazie dont l'exode par la montagne a été tragique et quelque 10 000 personnes pour l'Ossétie du Sud), d'autre part par celle des personnes en provenance du milieu rural à la recherche d'emploi. Des hôtels sont réquisitionnés, l'électricité n'est délivrée que quelques heures par jour, la population survit grâce à l'aide humanitaire. Le niveau de vie par rapport à la période soviétique est diminué de moitié.
En novembre 2003, à la suite des élections législatives, des protestations de masse éclatent. Près de 100 000 Géorgiens manifestent contre le gouvernement : la situation est fortement médiatisée, sur le plan national comme sur le plan international. La révolution des Roses renverse le 23 novembre 2003 le président Edouard Chevardnadze ; une présidence intérimaire est assurée par la présidente du Parlement. Les élections législatives donnent un résultat favorable au mouvement de novembre, Zourab Jvania est élu Premier ministre, les élections présidentielles également, Mikheil Saakachvili est élu président de la République, Nino Bourdjanadzé reprend la présidence du parlement. Les trois acteurs politiques de la révolution des Roses sont au pouvoir. Dès lors, Tbilissi retrouve davantage de stabilité, et le combat contre la corruption commence à porter ses fruits[réf. nécessaire]. L'amélioration de l'économie [réf. nécessaire] permet à la capitale de retrouver un niveau qu'elle n'a plus connu depuis longtemps. Après la guerre russo-géorgienne d'août 2008, durant laquelle la capitale a été menacée et l'aéroport partiellement détruit, une contestation vis-à-vis du pouvoir en place prend naissance, et la capitale est l'objet de nouvelles manifestations.
En 2012 le Parlement de la Géorgie quitte Tbilissi pour de nouveaux bâtiments à Koutaïssi. Tbilissi reste le siège de la Cour suprême et la résidence du président du pays. Une nouvelle majorité législative est élue — fédérée par le milliardaire Bidzina Ivanichvili —, ainsi qu'une nouvelle majorité présidentielle : après la révolution des Roses, pacifique et sans effusion de sang, l'alternance politique joue, également pacifiquement. Tbilissi entre, probablement la première des grandes métropoles ex-soviétiques en dehors des pays baltes, dans une ère démocratique proche des standards européens. Le tourisme se développe, les exportations augmentent, l'économie reprend de la croissance, les infrastructures s'améliorent. Le 13 juin 2015, la ville subit de violentes inondations qui provoquent des dégâts considérables ; tous les animaux sauvages du zoo s'échappent, créant un mouvement de panique au sein de la population. Le 17 juin, un lion échappé fait une victime par blessures mortelles.
La présence dans la capitale géorgienne de nombreuses institutions internationales, l'accord d'association signé avec l'Union européenne le 27 juin 2014, l'accord signé avec l'Azerbaïdjan, la Turquie et la Chine pour les nouvelles Routes de la Soie en 2017 — ferroviaire, maritime et aérien — donnent à Tbilissi un rôle central au sein du corridor Est-Ouest transcaucasien qui relie l'Asie à l'Europe, probablement appelé à se développer si la paix s'installe dans cette région du monde,.